# Römische Militärausrüstung
Die Waffen und Ausrüstungsgegenstände eines Soldaten in der römischen Armee werden hier nach thematischer Zuordnung aufgelistet. Der Zeitraum umfasst die Republik, die Kaiserzeit sowie die Spätantike.

## Waffen

### Hieb- und Stichwaffen

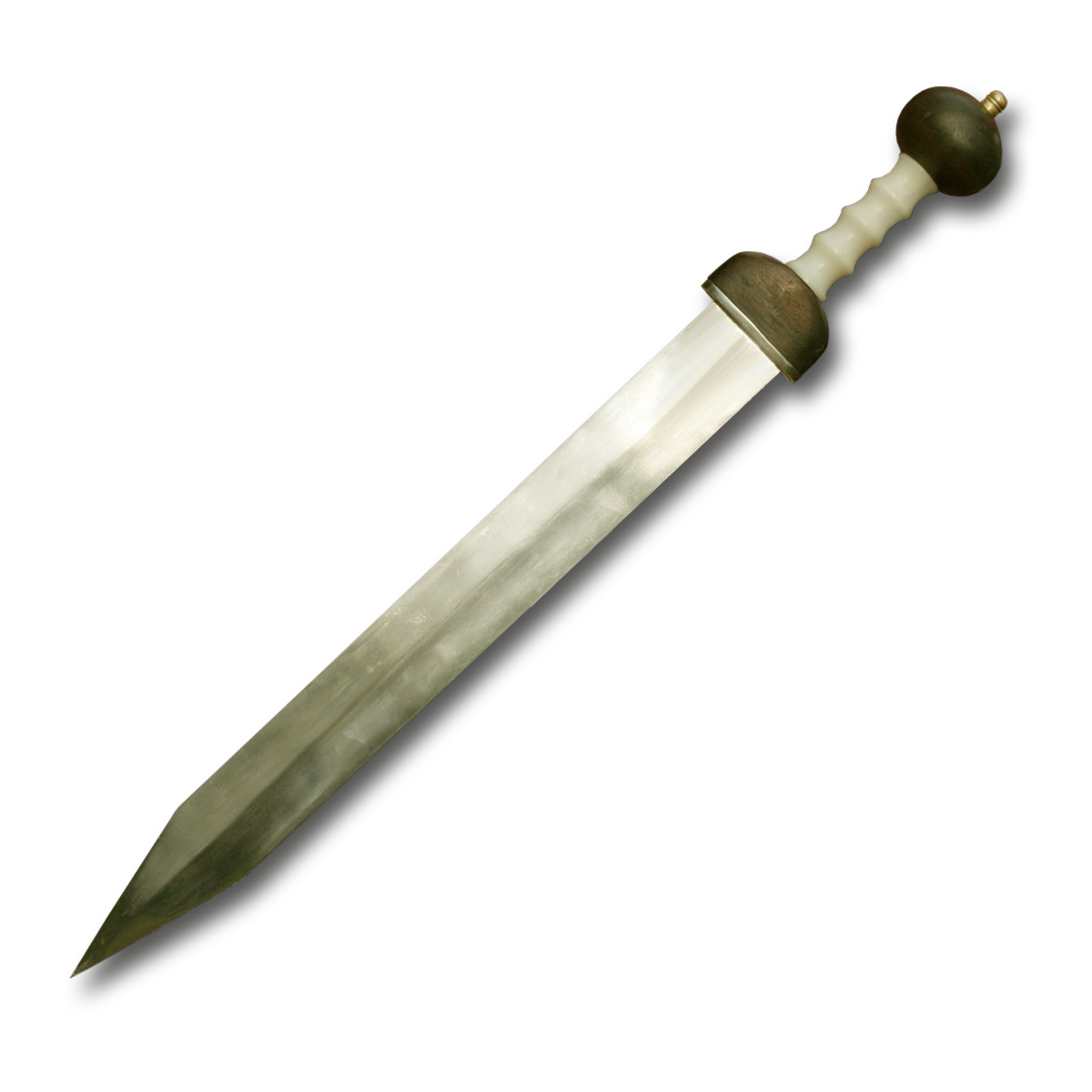
Gladius

#### Gladius
Das Gladius war ein Schwert, das von den Soldaten als Standardwaffe an der rechten Seite getragen wurde. Ein kaiserzeitliches Gladius war etwa 50–56 cm lang, ca. 8 cm breit und beidseitig geschliffen. Sein Gewicht lag zwischen 1 und 1,5 kg. Im 3. Jh. wurde es von der Spatha abgelöst.

#### Pugio
Der Pugio war ein Dolch, der von den Soldaten als Zweitwaffe an der linken Seite getragen wurde. Der Vorläufer des Pugio war der Parazonium. Als weitere Form des Dolches gab es noch das Clunaculum.

#### Spatha
Die römische Spatha war zwischen 75 cm und 110 cm lang und besaß stets eine etwa 4 bis 6 cm breite Klinge unterschiedlichen Querschnitts mit oder ohne Hohlkehle. Die Schneiden verliefen parallel oder mit sehr geringer Verjüngung und waren oft selektiv gehärtet. Der Ort war meist als Spitze ausgeformt.

### Lanzen und Speere

#### Contus
Contus-Lanzen waren zwischen drei und fünf Meter lang und wurden zu Pferde im Kampf beidhändig geführt.

#### Hasta
Die Hasta war ursprünglich die Hauptkampfwaffe der Soldaten. Mit Beginn des 1. Jh. v. Chr. verschwand die Hasta aus den Legionen und wurde nur noch in der Kavallerie und von einigen Auxiliartruppen verwendet.

#### Pilum
Das Pilum war eine Weiterentwicklung der Wurflanze und bestand im Wesentlichen aus zwei Teilen, dem rund einen Meter langen hölzernen Schaft und einer meist ungefähr gleich langen, viereckig- oder rund geschmiedeten Eisenstange, die an ihrem sich verjüngenden Ende zu einer Vierkantspitze ausgeformt wurde.

#### Spiculum
Das Spiculum war ein Speer, der in der Spätantike von römischen Soldaten verwendet wurde.

#### Verutum
Das Verutum war ein etwa 1–1,2 Meter langer Speer, der von leichtbewaffneten Truppen wie den Velites verwendet wurde.

## Schutzausrüstung

### Körperpanzer

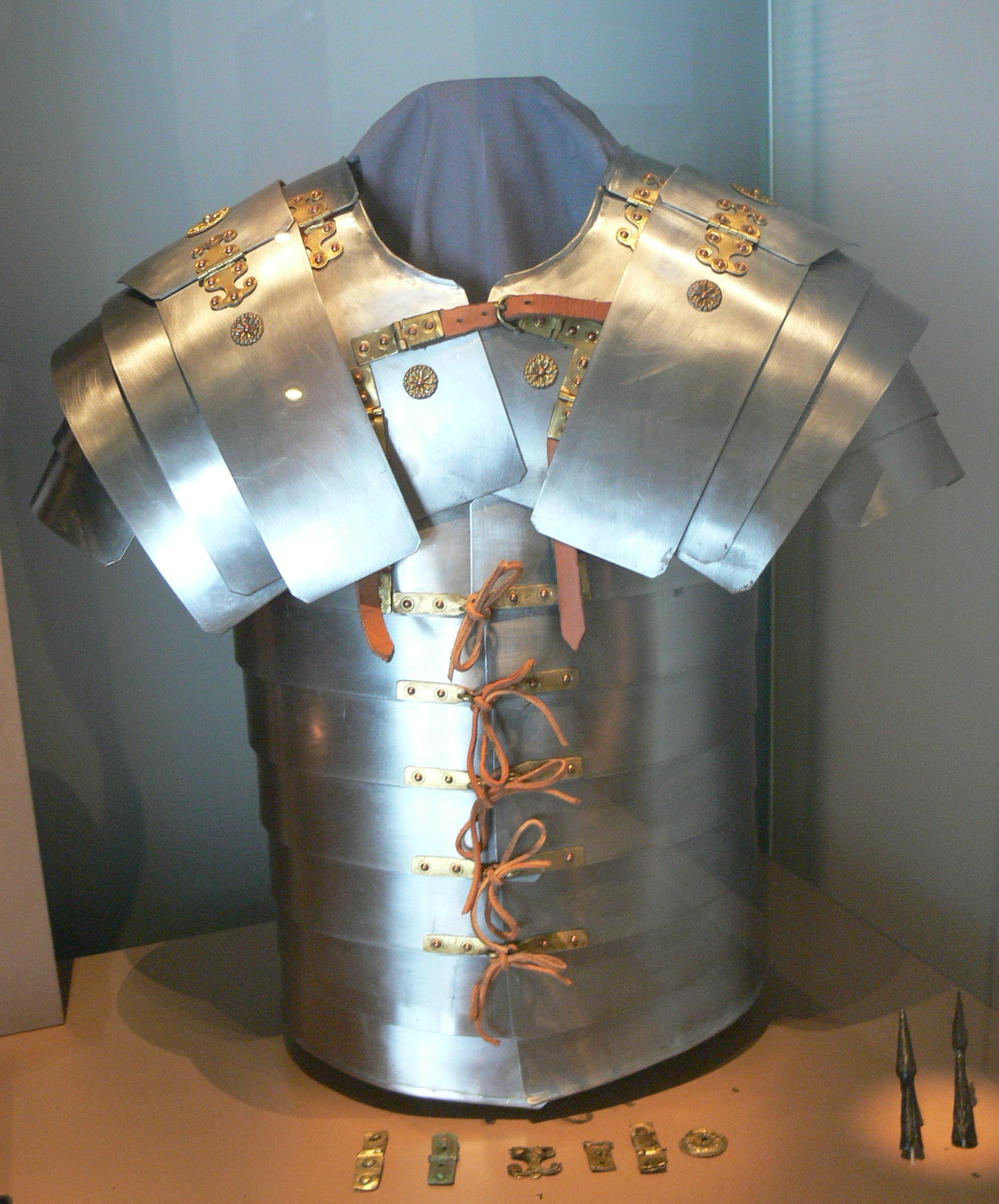
Lorica Segmentata

#### Lorica Hamata
Die Lorica Hamata war ein Kettenhemd, das vermutlich seit dem 3. Jh. v. Chr. benutzt wurde. Sie bestand aus bis zu 30.000 Eisenringen und konnte bis zu 10 Kilogramm wiegen.

#### Lorica Plumata
Die Lorica Plumata war ein spezieller Schuppenpanzer, bei dem im Gegensatz zur Lorica squamata die Schuppen an einer Lorica hamata befestigt waren.

#### Lorica Segmentata
Die Lorica Segmentata ist ein Glieder-, Schienen- oder Spangenpanzer, der zu Beginn des 1. Jh. n. Chr. in Gebrauch kam. Je nach Dicke, Anzahl und Größe der Schienen konnte ein römischer Schienenpanzer bis zu 14 Kilogramm wiegen.
Eine fast vollständig erhaltene Lorica Segmentata mit etwa 30 Platten wurde 2018 in der Fundregion Kalkriese geborgen und in die Regierungszeit des römischen Kaisers Augustus (31 v. Chr. bis 14 n. Chr.) datiert; damit ist diese Lorica Segmentata der derzeit älteste bekannte römische Schienenpanzer (siehe Fundregion_Kalkriese#Ausrüstungsteile).

#### Lorica Squamata
Als Lorica Squamata wird der Schuppenpanzer in der Kaiserzeit bezeichnet.

### Schilde

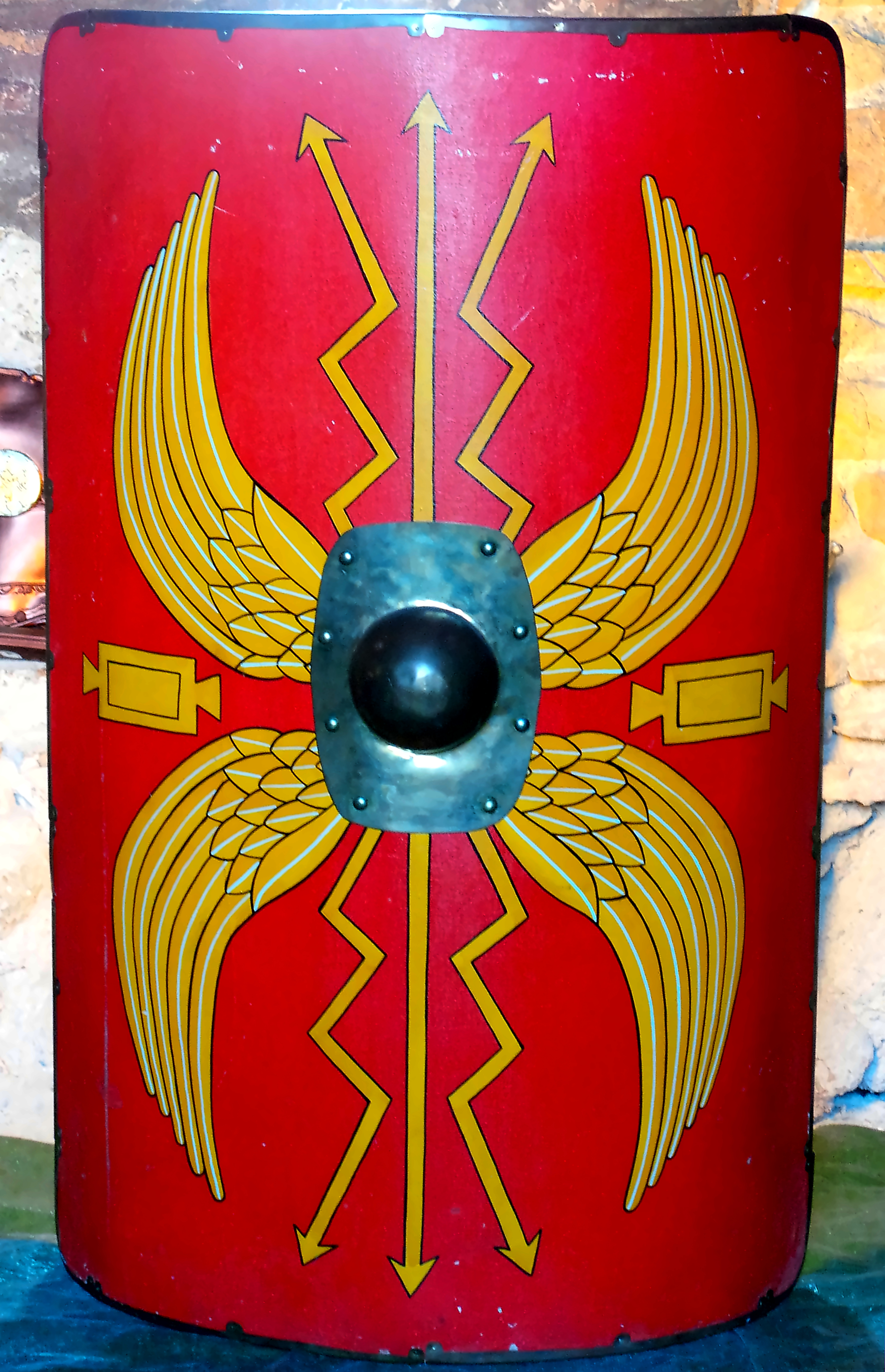
Scutum

#### Caetra
Die Caetra war ein leichter römischer Schild. Er bestand aus Holz, das mit Leder überspannt war.

#### Parma
Eine Parma war im Gegensatz zum Scutum, dem Schild eines Legionärs, nicht gewölbt, sondern flach und von runder oder ovaler Form. Sie wurde von den Angehörigen der Auxiliartruppen und der Reiterei verwendet.

#### Scutum
Das Scutum war ein großer ovaler, später rechteckiger, und stets gewölbter Holzschild. Anfänglich von ovaler Form, setzte sich Mitte des 1. Jahrhunderts n. Chr. der rechteckige Typus durch. Der etwa neun Kilogramm schwere Schild wurde an einem horizontalen Griff mit der linken Hand getragen. Das rechteckige scutum war etwa 120–130 cm hoch und hatte eine Breite von ca. 60–70 cm.
Das einzige erhaltene Scutum wurde 1932/33 in Dura Europos (im heutigen Syrien) gefunden (siehe Scutum aus Dura Europos).

### Helme
Die lateinischen Bezeichnungen für Helme waren Cassis und Galea. Während eine Cassis stets aus Metall gefertigt war, war die Galea ursprünglich eine Lederhaube. Es werden folgende Typen von Helmen unterschieden:

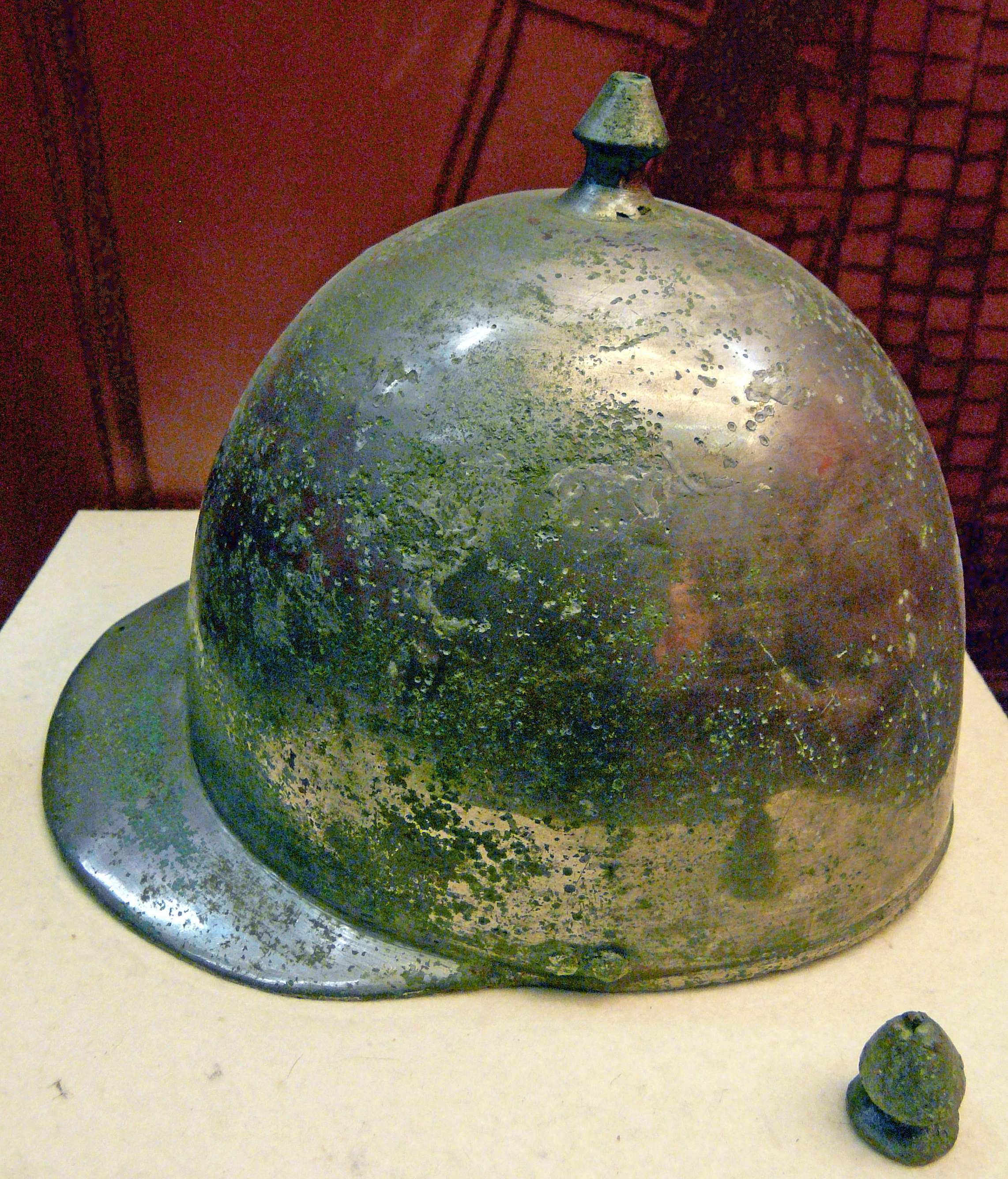
Montefortino
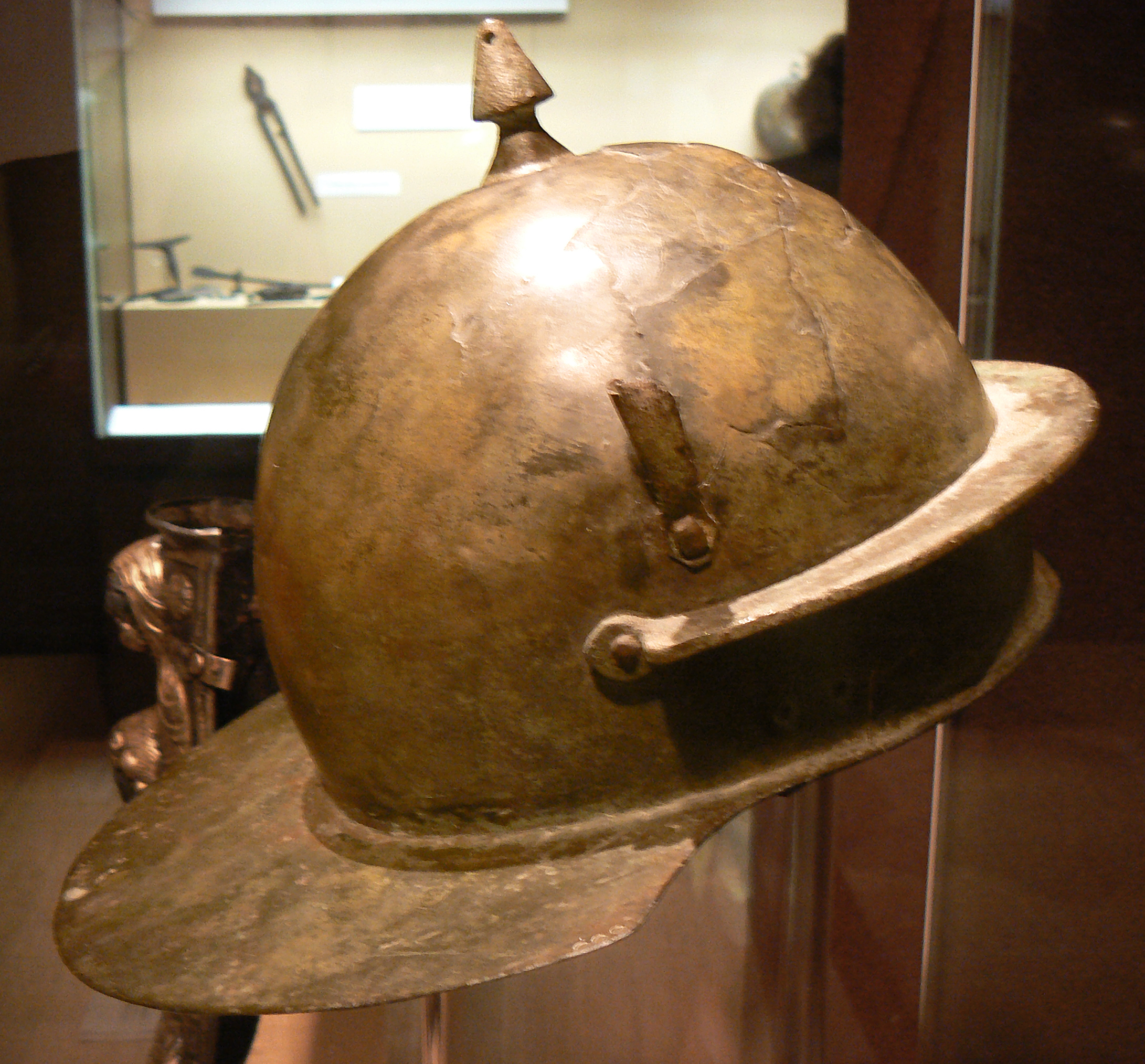
Hagenau
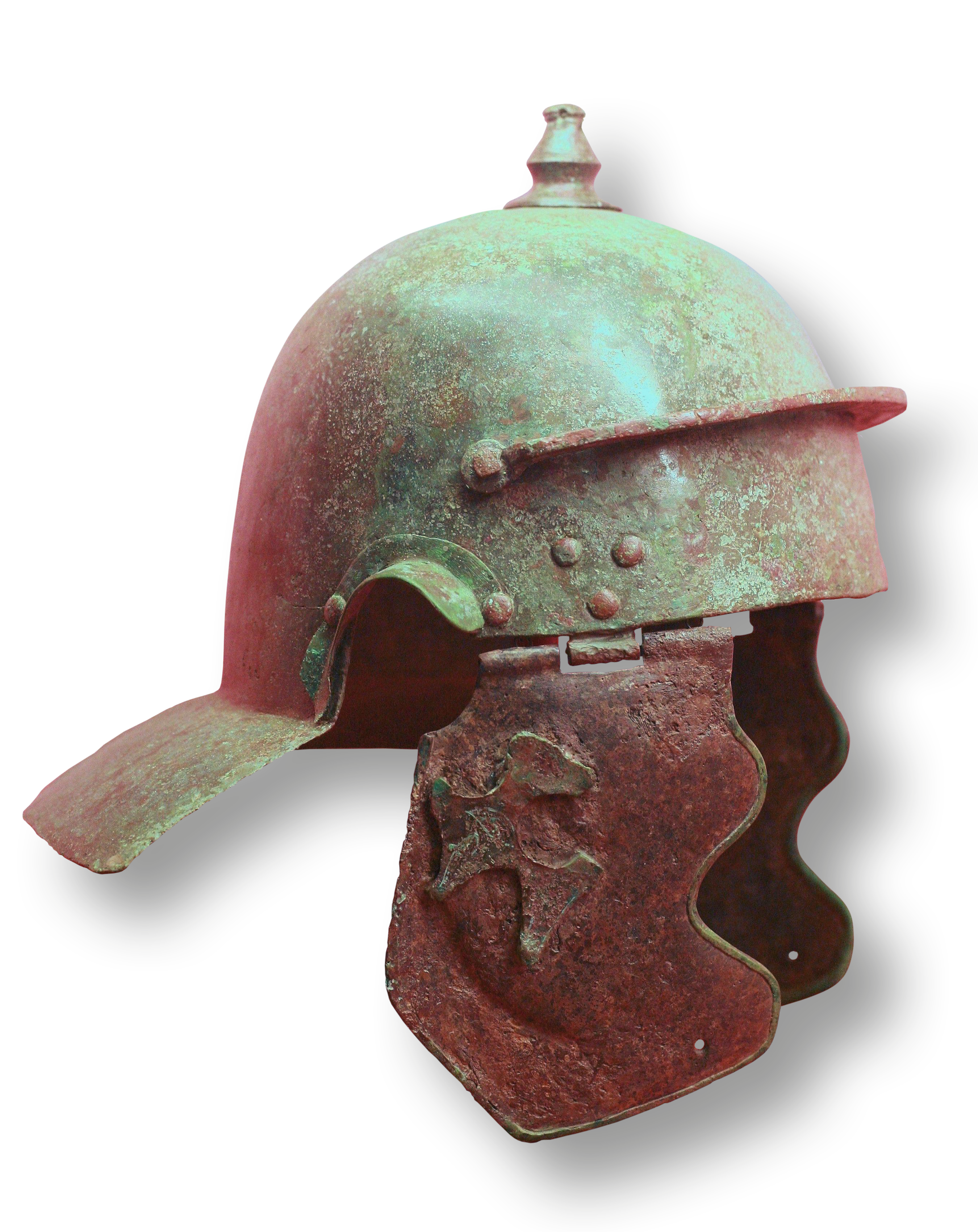
Weisenau
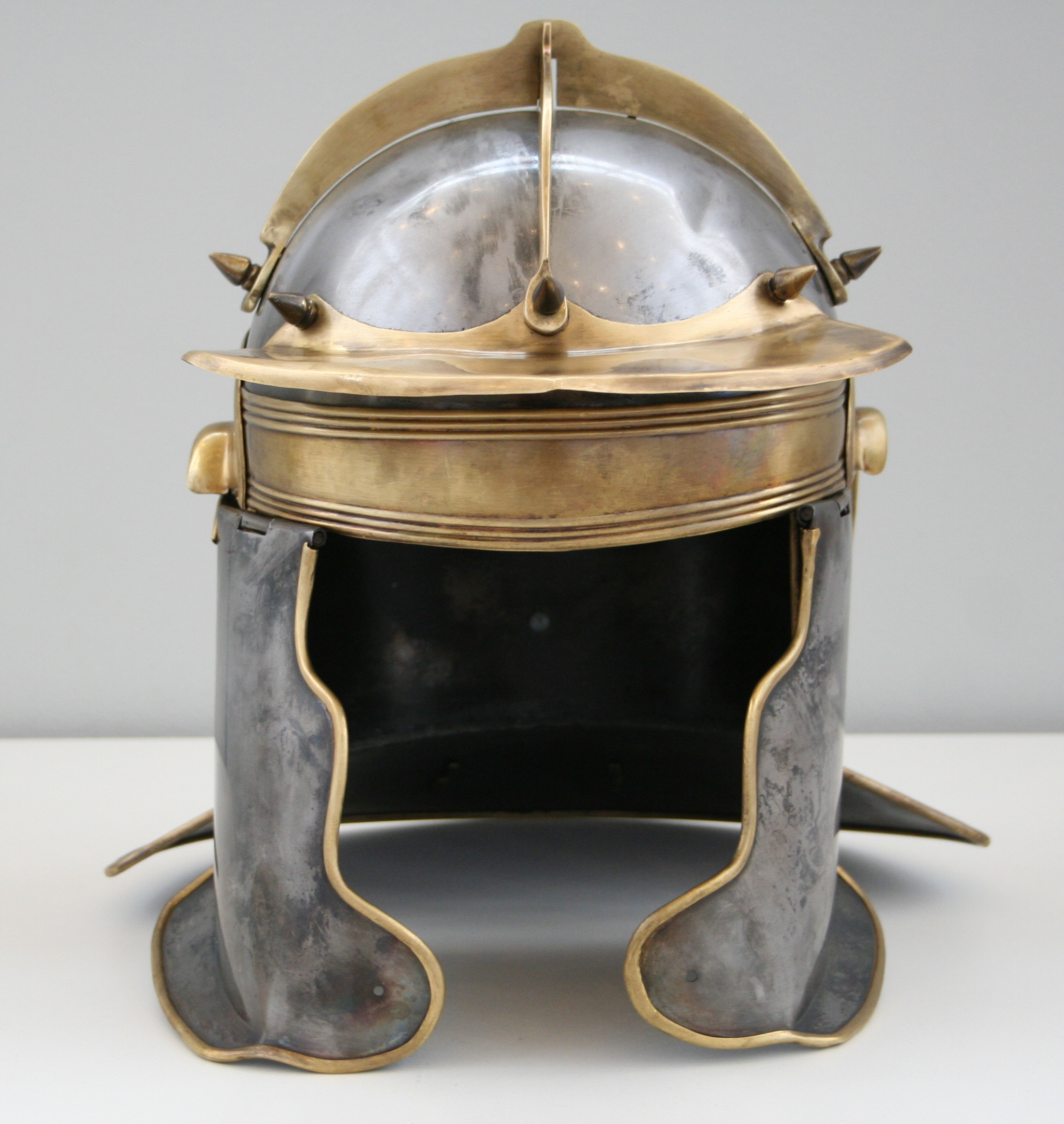
Niederbieber
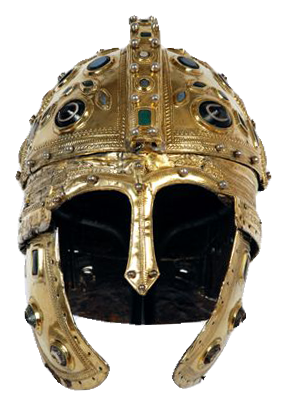
Kammhelm
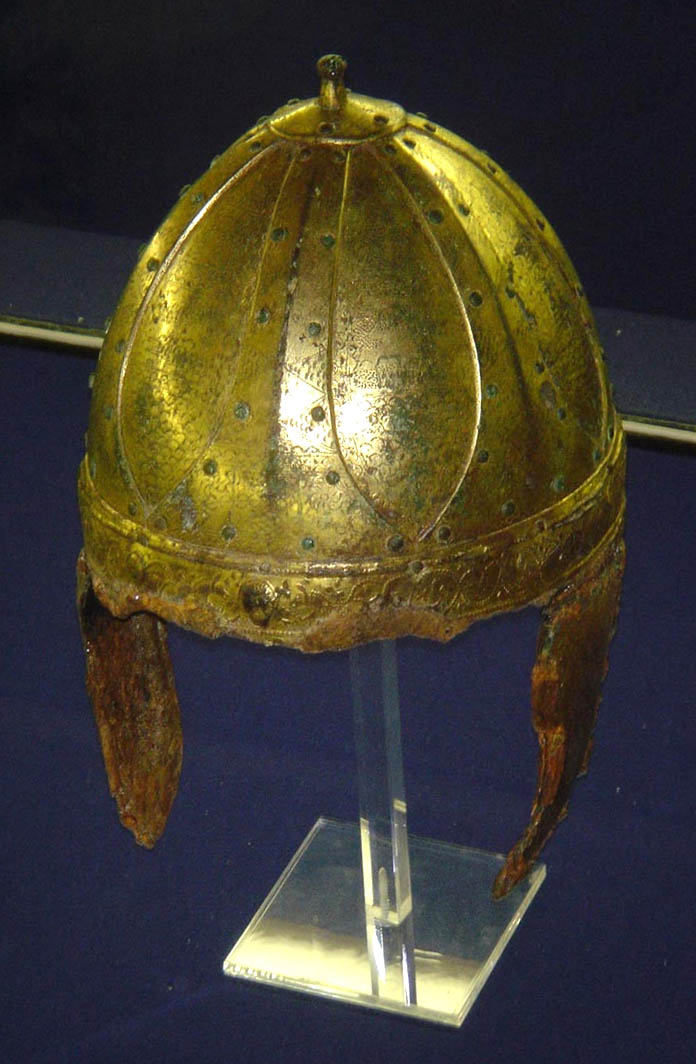
Spangenhelm

Mannheim

### Arm- und Beinschutz

#### Manica
Als Manica wird ein Armschutz bezeichnet, der von der Schulter bis zur Hand reicht.

## Kleidung und Stiefel

### Stiefel
Die Caligae waren die Marschstiefel des römischen Militärs.

## Werkzeuge

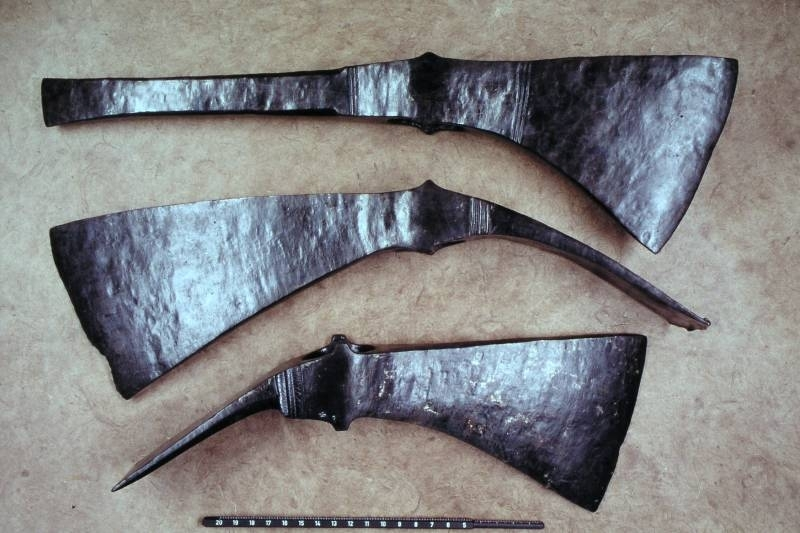
Dolabrae

### Dolabra
Eine Dolabra ist ein antikes Werkzeug, das insbesondere für Schanzarbeiten eingesetzt wurde und deswegen auch als „Pionieraxt“ bezeichnet wird. Es wies zwei Schneiden auf einer Schäftung auf, eine senkrechte und eine waagerechte. Die Dolabra kann also als Kombination von Axt und Hacke bezeichnet werden.

### Rutrum
Das Rutrum war ein römischer Spaten.

## Sonstiges

### Cingulum und Pteryges
Das Cingulum militare war der Gürtel eines Soldaten. Die Pteryges waren Textil- oder Lederstreifen, die am Gürtel befestigt wurden, so dass sie vor dem Schritt herabhingen.

### Furca
Die Furca war eine Tragestange, die von römischen Legionären während des Marsches getragen wurde.

### Sarcina
Als Sarcina bezeichnet man das Marschgepäck eines Legionärs.

### Pferdegeschirr
Als Pferdegeschirr wird die Ausrüstung bezeichnet, mit der die Reiter römischer Kavallerieeinheiten ihre Pferde ausstatteten. Dazu gehören neben den funktionalen Teilen wie dem Hörnchensattel und dem Zaumzeug auch zahlreiche dekorative bzw. dekorativ verzierte Elemente.